# Joska Le Conté

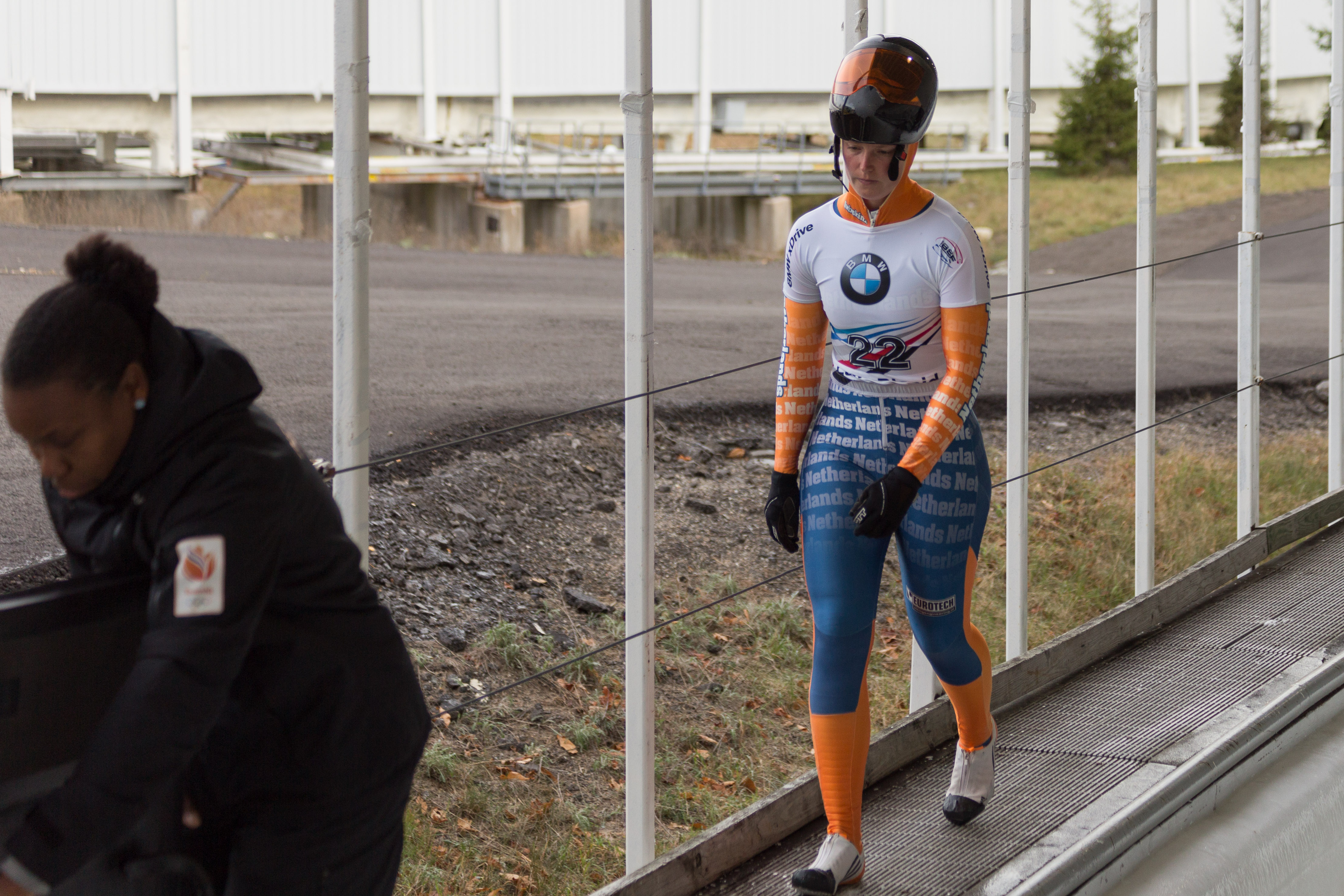
Joska Le Conté in 2017

Joska Le Conté (Zeist, 29 september 1987) is een Nederlandse skeletonster.

## Biografie
Ze begon met atletiek in Zeist en specialiseerde zich in polsstokhoogspringen. Ze werd in diverse jeugcategorieën vijf keer Nederlands kampioen. Naar aanleiding van een actie van de Nederlandse bob en sleebond (BSBN) kwam ze in aanraking met de sleesport en koos al snel voor skeleton.
In het skeletonseizoen 2006/07 debuteerde ze op 16 november in het internationale circuit tijdens een Europacupwedstrijd in het Oostenrijkse Igls. Twee maanden later werd ze voor het eerst Nederlands kampioene. Ook in 2008, 2009 en 2010 werd ze nationaal kampioene. In 2011 heeft er geen NK plaatsgevonden vanwege hevige sneeuwval. Bij de jeugdwereldkampioenschappen werd ze in het seizoen 2007/08 in Igls zevende en in 2009/10 in Sankt Moritz vijfde.
In het seizoen 2008/09 debuteerde Le Conté, nog als junior, in de wereldbeker. In de acht seizoenen dat ze (tot nu toe) aan deze competitie deelnam behaalde ze twee keer een zevende plaats in een wedstrijd, haar hoogste klassering. In het eindklassement was de elfde plaats in het seizoen 2014/15 haar hoogste eindklassering. De elfde plaats in de vierde WB-wedstrijd in Altenberg in het seizoen 2011/12 leverde haar ook de vijfde plaats op voor het Europees kampioenschap (na afstrepen van de niet-Europese deelnemers), haar hoogste klassering in dit kampioenschap.
Ze nam (tot nu toe) zeven keer deel aan de wereldkampioenschappen skeleton waarbij met de 15e plaats in zowel 2014 als 2015 de hoogste eindklassering werd behaald.
In 2010 voldeed Le Conté aan de internationale eis voor deelname aan de Olympische Winterspelen in Vancouver, maar voldeed niet aan de eisen die het NOC*NSF had opgelegd, die een stuk hoger lagen. Hierdoor liep zij Winterspelen van 2010 mis. Ook voor de Spelen van 2014 in Sotsji voldeed Le Conté aan de internationale eis voor deelname, maar niet aan de eisen van het NOC*NSF. Ze kwalificeerde zich niet voor de Olympische Winterspelen 2018.
Le Conté heeft een opleiding Sport, Management en Ondernemen afgerond aan de Academie voor Lichamelijke Opvoeding in Amsterdam. Momenteel werkt ze bij de KNMV als beleidsmedewerkster. Le Conté woont in Huis ter Heide, is 1,70 meter lang en weegt 66 kilogram.

## Resultaten
| Jaar | Plaats        | Rang  |
| ---- | ------------- | ----- |
| 2007 | Königssee     | 15e   |
| 2008 | Cesana Pariol | 08e * |
| 2009 | Sankt Moritz  | 09e   |
| 2010 | Igls          | 11e   |
| 2011 | Winterberg    | 10e   |
| 2012 | Altenberg     | 05e   |
| 2013 | Igls          | 10e   |
| 2014 | Königssee     | 11e   |
| 2015 | Igls          | 12e   |
| 2016 | Sankt Moritz  | 07e   |
| 2017 | Winterberg    | 10e   |
| 2018 | Innsbruck     | 16e   |

| Jaar | Plaats       | Rang |
| ---- | ------------ | ---- |
| 2008 | Altenberg    | 25e  |
| 2009 | Lake Placid  | 25e  |
| 2011 | Königssee    | 17e  |
| 2012 | Lake Placid  | 22e  |
| 2013 | Sankt Moritz | 21e  |
| 2015 | Winterberg   | 15e  |
| 2016 | Igls         | 15e  |
| 2017 | Königssee    | 22e  |

| Jaar | Plaats       | Rang |
| ---- | ------------ | ---- |
| 2008 | Igls         | 07e  |
| 2010 | Sankt Moritz | 05e  |

* EK 2008: uitslag niet op FIBT-website vermeld, Le Conté was alleen deelnemster aan het EK en niet aan de WB-wedstrijd.

### Wereldbeker
Eind- en dagklasseringen
| Seizoen     | Rang | Punten | #1  | #2  | #3  | #4    | #5    | #6    | #7    | #8    | #9  |
| ----------- | ---- | ------ | --- | --- | --- | ----- | ----- | ----- | ----- | ----- | --- |
| 2008/09 (J) | 19e  | 0506   | 22e | 22e | 23e | 20e   | 20e * | 16e   | 22e   | 22e   |     |
| 2009/10 (J) | 20e  | 0527   | 24e | 23e | 22e | 19e   | 20e   | 18e   | 18e   | 19e * |     |
| 2010/11     | 16e  | 0744   | 14e | 14e | 18e | 20e   | 15e   | 18e * | 13e   | 20e   |     |
| 2011/12     | 18e  | 0734   | 15e | 18e | 12e | 11e * | 22e   | 22e   | 14e   | 21e   |     |
| 2012/13     | 17e  | 0754   | 18e | 19e | 11e | 19e   | 17e   | 15e   | 21e   | 19e * | 21e |
| 2013/14     | 22e  | 0520   | 21e | 22e | 21e | 21e   | 22e   | 18e   | 20e   | 19e * |     |
| 2014/15     | 11e  | 0920   | 16e | 15e | 18e | 07e   | 12e   | 18e   | 13e * | 10e   |     |
| 2015/16     | 14e  | 0828   | 19e | 17e | 19e | 17e   | 16e   | 13e   | 07e * | 14e   |     |
| 2016/17     | 19e  | 0680   | 18e | 21e | 19e | 15e*  | 10e   | 18e   | 19e   | 21e   |     |
| 2017/18     | 17e  | 0768   | 25e | 14e | 12e | 22e   | 22e*  | 14e   | 11e   | 12e   |     |

(J) = als junior
* wedstrijd gold voor de Europese deelnemers tevens als het Europees kampioenschap